# Lejonmonumentet

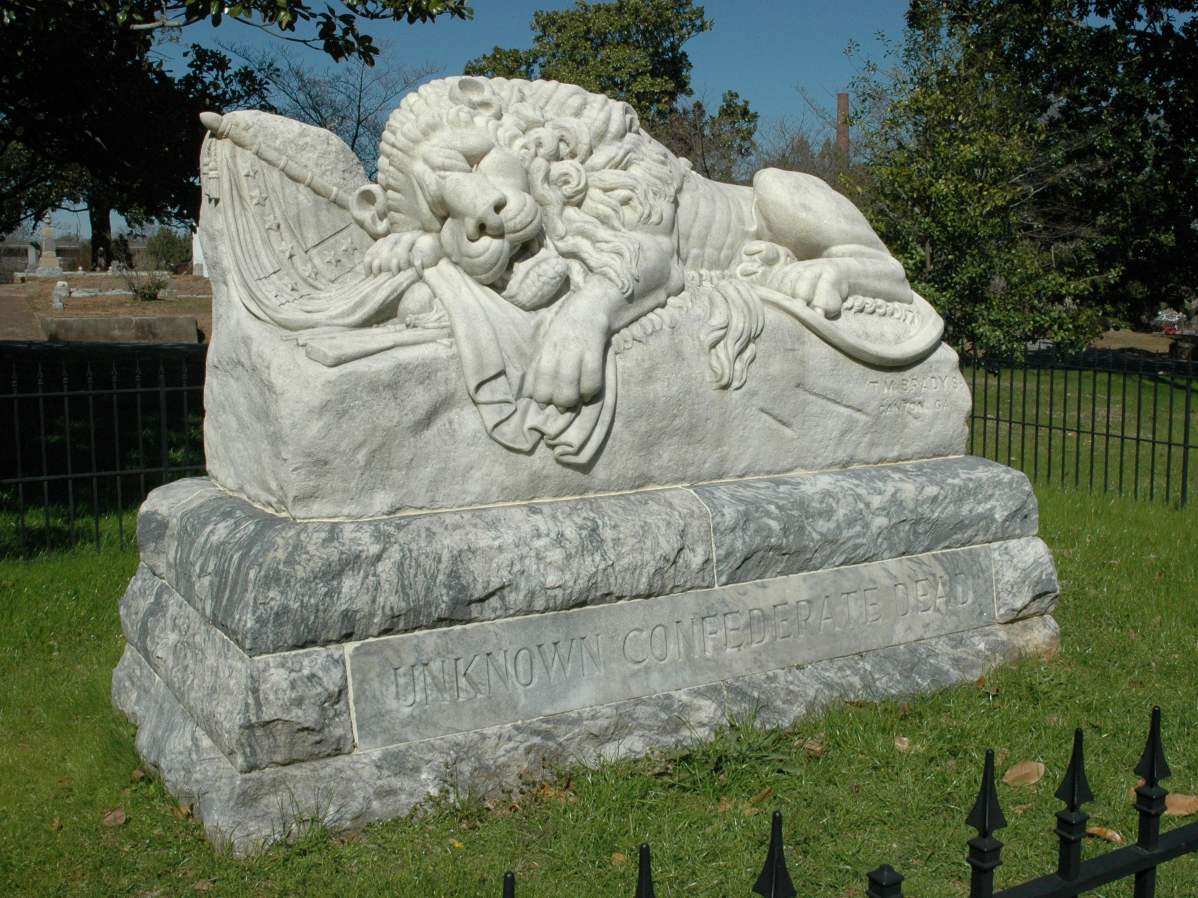
Lion of the Confederacy, Atlanta. Georgia

Lejonmonumentet (tyska: Löwendenkmal), även benämnt Schweizerlejonet, är en staty föreställande ett döende lejon som har huggits ur en klippvägg i Luzern i Schweiz. Den ritades av den danske skulptören Bertel Thorvaldsen och höggs ut ur klippväggen i ett tidigare sandstensbrott av Lucas Ahorn.
Statyn är ett minnesmärke över det schweizergarde som försvarade Ludvig XVI och hans familj under stormningen av Tuilerierna under franska revolutionen.
Minnesmärket, som invigdes den 10 augusti 1821, beställdes av den schweiziska översten Karl Pfyffer von Altishofen som själv var medlem av schweizergardet men var på permission under striderna. Han ville hedra sina fallna kamrater och kontaktade Thorvaldsen som skapade skulpturen år 1819. von Altishofen ville ha en staty av ett dött lejon, men Thorvaldsen ansåg att ett döende lejon bättre skulle symbolisera schweizergardets heroiska kamp.
Lejonet är dödligt sårat och ligger med sänkt huvud och halvöppen mun med ett avbrutet spjut i vänster sida och höger tass på en sköld med franska liljan. Bakom honom står en sköld med Schweiz riksvapen lutad mot väggen. 
Över lejonet står texten, HELVETIORUM FIDEI AC VIRTUTI (för schweizisk lojalitet och mod) och under skulpturen finns namnen på officerarna samt uppgifter om hur många soldater som deltog i och dödades under striderna.

## Eftermäle
Mark Twain beskrev, i sin reseberättelse A Tramp Abroad (En landstrykares anteckningar) från år 1880, lejonskulpturen som världens sorgligaste och mest rörande stenblock.
En efterbildning av lejonminnesmärket, kallat Lion of the Confederacy, finns på den okända soldatens grav på en kyrkogård i Atlanta i Georgia i USA.
Thorvaldsens gipsmodell av lejonet finns på Thorvaldsens Museum i Köpenhamn.